# Kapnikarea-Kirche

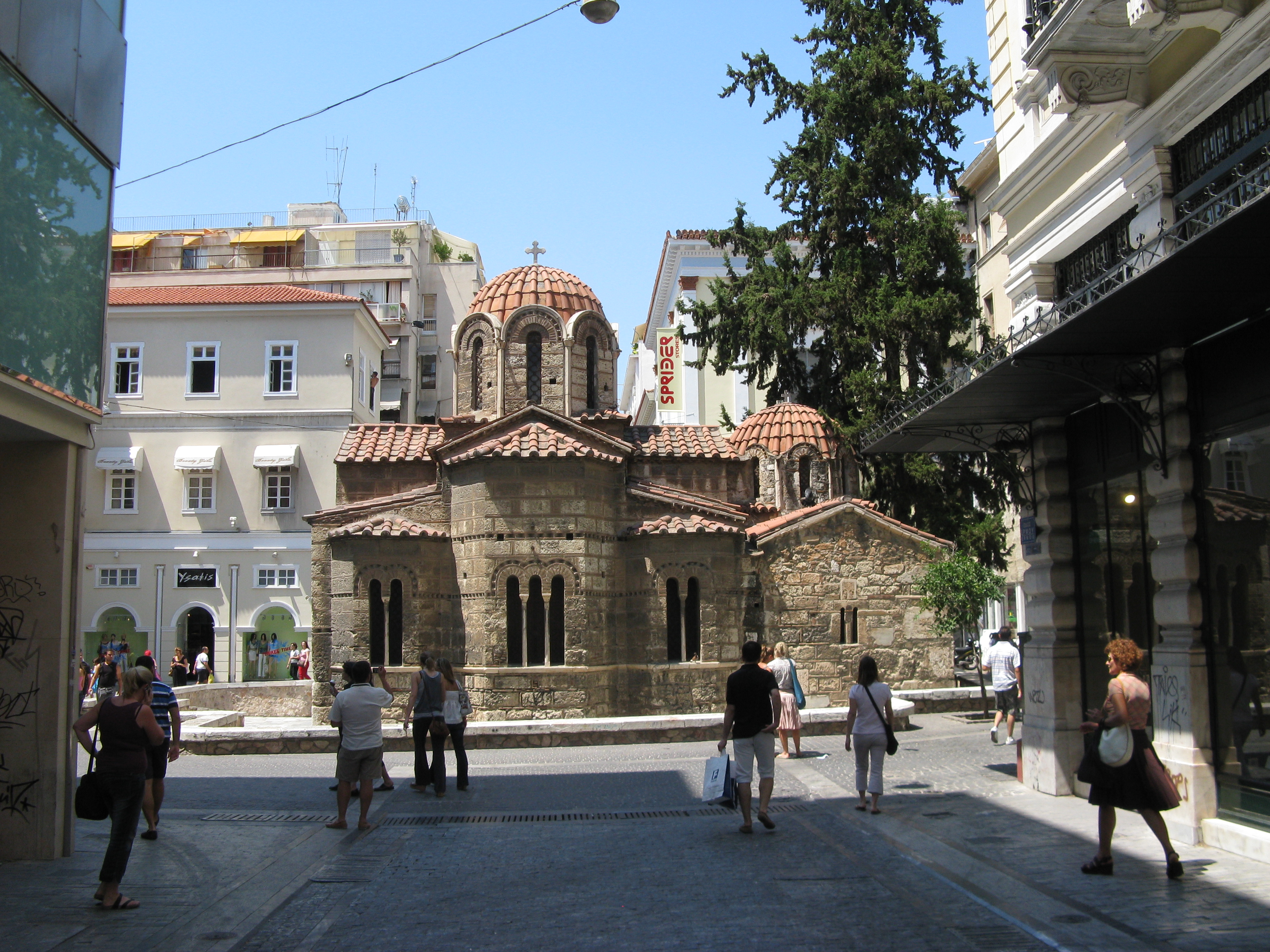
Die Kirche von Osten gesehen

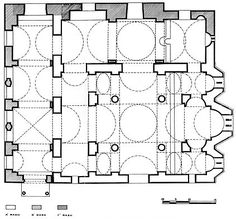
Grundrisszeichnung

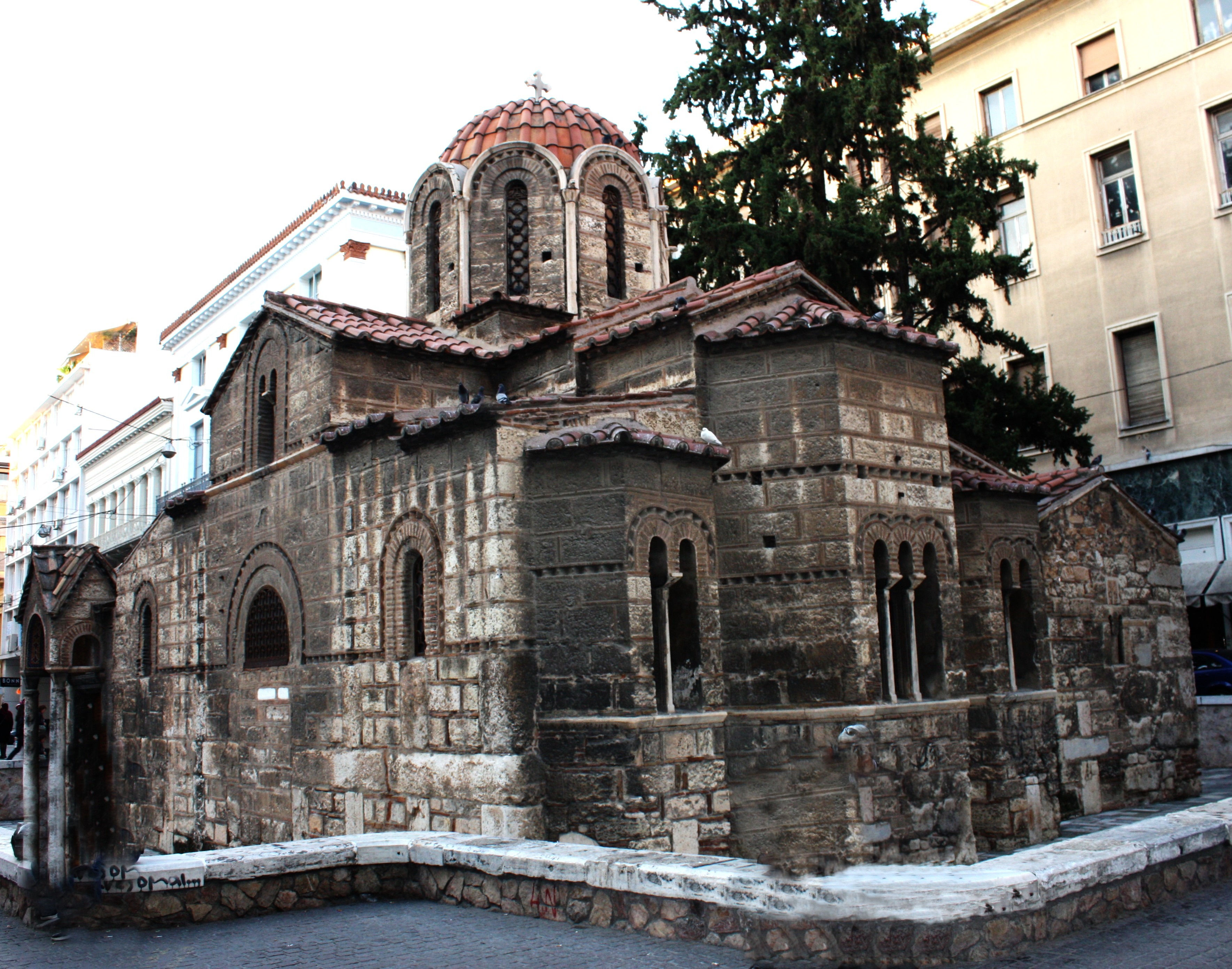
Blick von Südosten

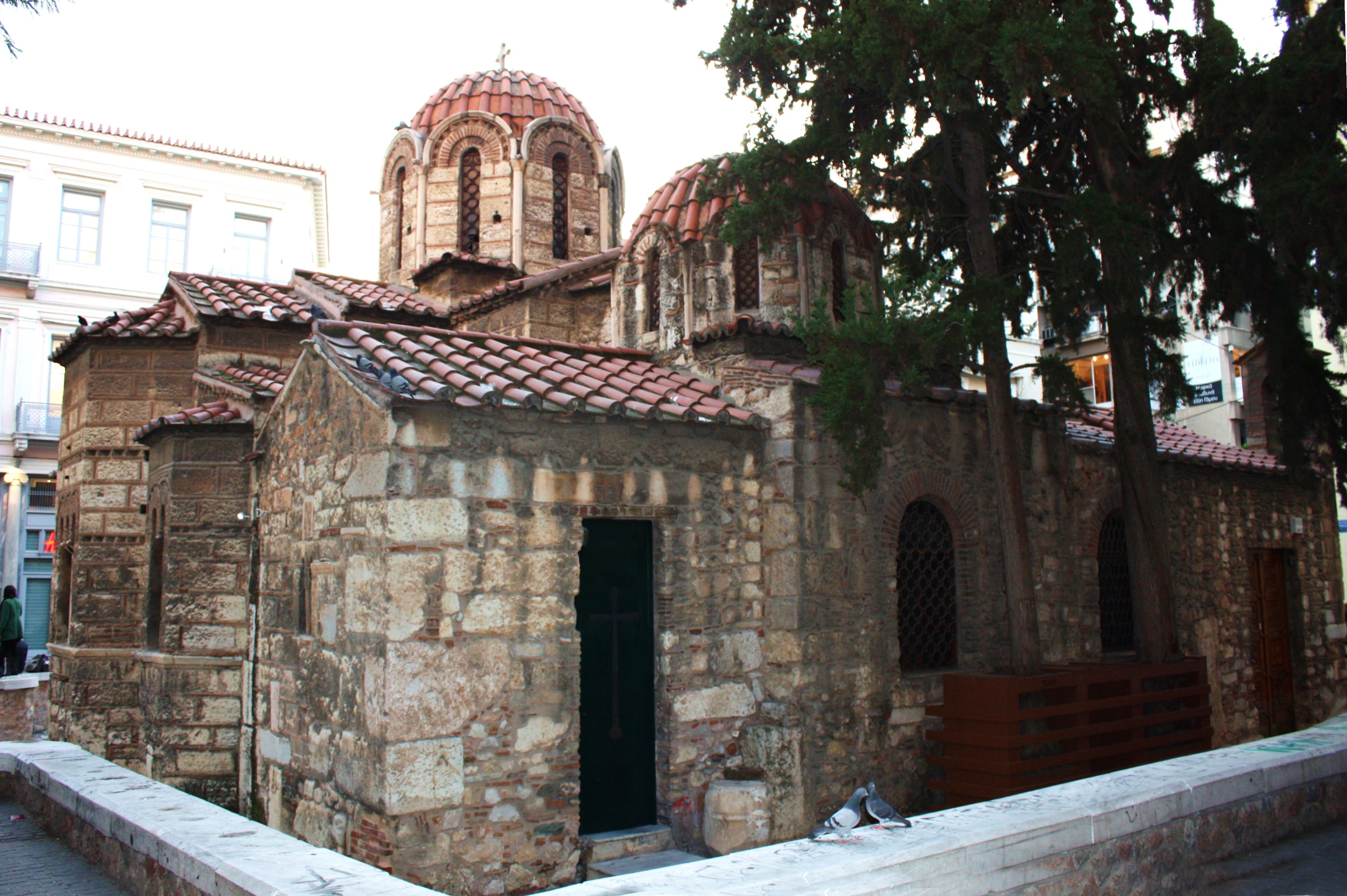
Kapelle der heiligen Barbara

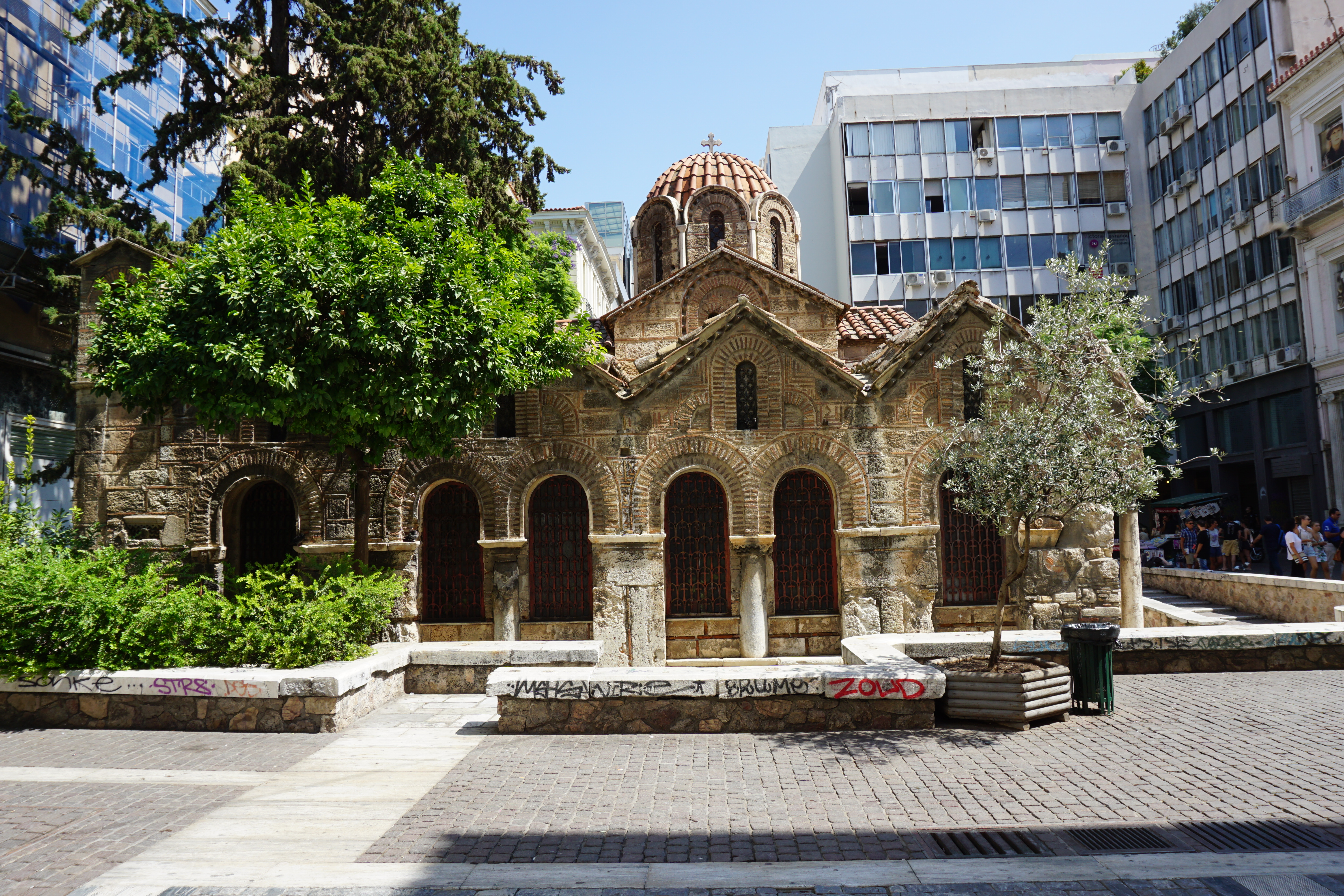
Westfront der Kirche

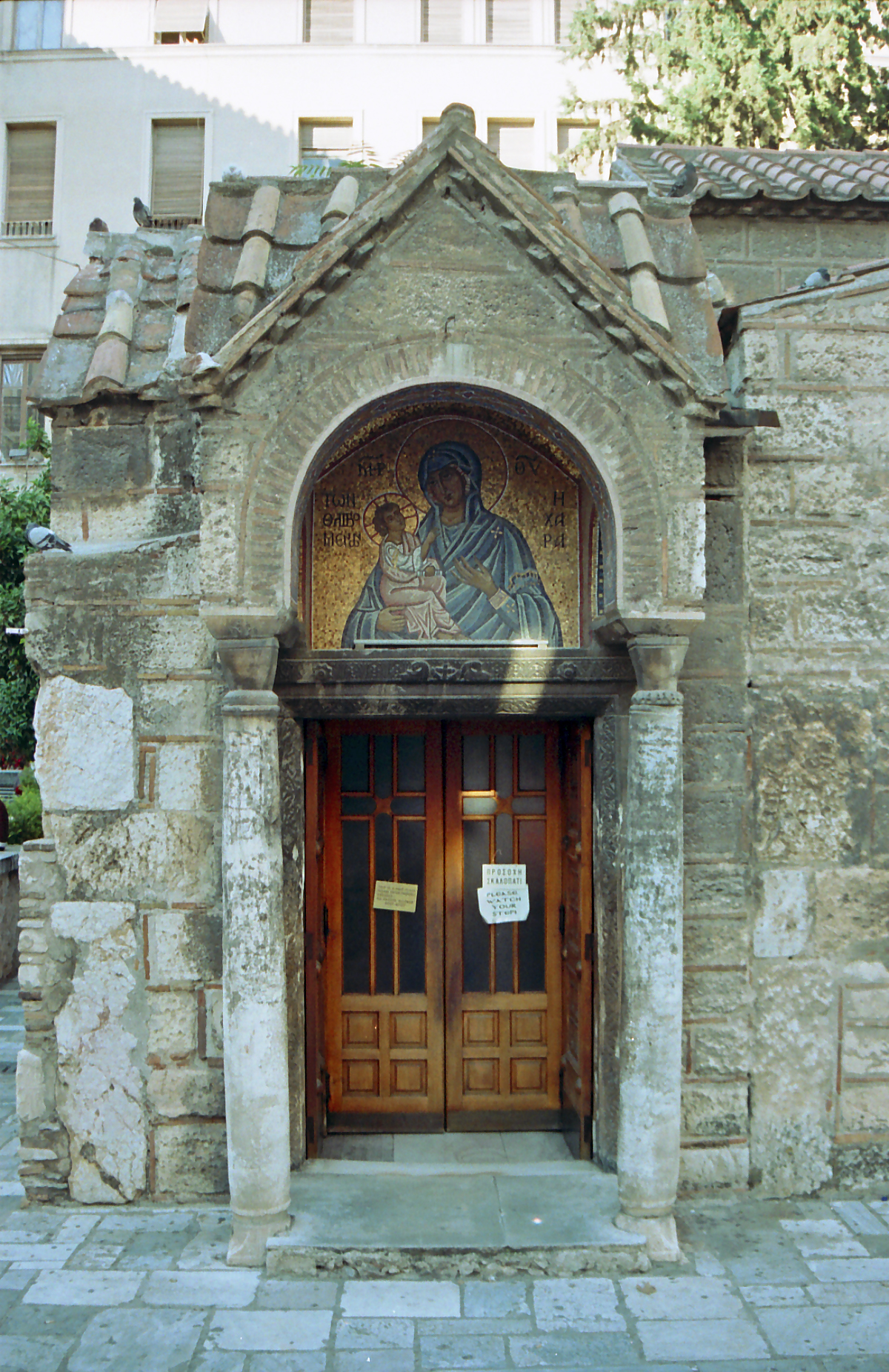
Propylon

Die Kapnikarea-Kirche (griechisch Εκκλησία της Παναγίας Καπνικαρέας) ist eine mittelbyzantinische Kreuzkuppelkirche aus dem 11. Jahrhundert in Athen. Sie ist der Muttergottes geweiht und liegt auf dem Platz Platia Kapnikareas an der Odos Ermou.

## Benennung
Die Kirche soll früher, in Erinnerung an ihre angebliche Erbauerin Prinzessinenkirche (griechisch Παναγία της Βασιλοπούλας) genannt worden sein. Im 19. Jahrhundert, nach der Griechischen Revolution war der Name Muttergottes von Prentza (griechisch Παναγία  του Πρέντζα) gebräuchlich.
Für den heutigen Namen gibt es verschiedene Erklärungen. So soll der Name entstanden sein als die Osmanen 1689 in Athen Feuer legten. Die Ikone der Muttergottes war nach dem Brand rußgeschwärzt (griechisch κατακαπνισμένη), blieb jedoch wie durch ein Wunder unbeschädigt. Eine andere Erklärung besagt, dass der Name von Kamoucharea abgeleitet wurde. Dieser soll auf den wertvollen Seidenstoff Kamouchas (griechisch καμουχάς) Bezug nehmen, mit dem entweder die heilige Ikone behängt war oder der in der Umgebung der Kirche gefertigt wurde.
Die plausibelste Erklärung führt ihren Namen auf den Namen oder Beruf des Stifters (griechisch καπνικάριος 'Kapnikarios' = Eintreiber der Herdsteuer) zurück.

## Geschichte
Laut Überlieferung wurde die Kirche auf den Grundmauern eines antiken Tempels errichtet, der einer weiblichen Göttin, wahrscheinlich Athene oder Demeter, geweiht war. Eine andere Legende besagt jedoch, dass an dieser Stelle zuvor eine älteren von der Kaiserin Aelia Eudocia errichtet Kirche stand.
Die Kreuzkuppelkirche, die der Mariä Opferung geweiht war, wurde während des dritten Viertels des 11. Jahrhunderts erbaut. Als man etwa bis zur Höhe des Zahnschnitt gelangt war, stellte man den Bau zunächst ein. Kurze Zeit später wurde der Bau fortgesetzt und gleichzeitig die Saalkirche, die der heiligen Barbara geweiht wurde, im Norden angebaut. Die Kapnikarea diente sehr wahrscheinlich als Katholikon eines Klosters. Im frühen 12. Jahrhundert wurde eine offene Säulenhalle im Westen angebaut. Als Zugang wurde im Süden ein kleiner Torbau errichtet. Die Säulenhalle wurde später geschlossen und so in einen Exonarthex umgewandelt. Außerdem wurde im Norden ein Glockenturm angebaut. Nach anderer Interpretation der Bausubstanz wurde die Kirche der heiligen Barbara erst während der spätfränkischer Zeit (15. Jahrhundert) errichtet.
Während der Griechischen Revolution, in den Jahren 1826 und 1827 wurde die Kirche und vor allem der nördliche Anbau stark beschädigt. Vor 1836 ließ der Kommandant Ioannis Prentzas (griechisch Ιωάννης Πρέντζας) die Kirche wieder aufbauen und weihte ihr eine alte Ikone.
1834 wurde der Abriss der Kirche durch den Architekten Leo von Klenze, der den Verlauf der Hermesstraße (Ermou) plante, vorgesehen, aber Ludwig von Bayern konnte seinen Sohn Otto, den König von Griechenland, von der kunsthistorischen Bedeutung der Kirche überzeugen. Auch ein Wiederaufbau an anderer Stelle wurde erwogen. Schließlich wurde die Straße um die Kirche herum angelegt. Ein weiteres Mal sollte sie 1863 abgerissen werden, dies konnte jedoch durch die Intervention der Gemeinde verhindert werden. Nach 1836 wurde der Eingang im Süden zugemauert. Nachdem die ursprünglichen Malereien Anfang des 20. Jahrhunderts verloren waren, wurden der Narthex, der Exonarthex und die Kapelle der heiligen Barbara von einem unbekannten Künstler mit Fresken versehen.
1931 wurde die Kapnikarea der Nationale und Kapodistrias-Universität Athen überantwortet. Sie diente nach der Renovierung ab 1935 als Universitätskirche. Ab 1942 schmückte Fotis Kontoglou die Wände der Kirche mit Fresken. Er begann zunächst mit der Apsis. Kontoglous Studenten führten seine Arbeit später weiter.
Bei einem Erdbeben am 24. Februar 1981 bei den Alkyoniden wurde die strukturelle Integrität des Bauwerks geschwächt. Ein weiteres Erdbeben in Athen am 7. September 1999 verursachte Risse im Turm der Kirche. Bei der Bohrung des Tunnels für die U-Bahn der Linie 3 der Metro Athen entstanden Brüche im südlichen und nordöstlichen Teil des Bodens der Kapnikarea. Seit April 2003 verkehrt die U-Bahn täglich 17 m unter Kirche. 2009 wurde untersucht welchen Einflüssen die Kirche ausgesetzt ist und wie sie restauriert und vor weiterem Schaden bewahrt werden kann. Seit 2009 restauriert das Ephorat der Altertümer von Athen in Zusammenarbeit mit der Nationalen und Kapodistrias-Universität Athen die Fresken.

## Beschreibung

### Äußeres
Bei dem rechteckigen Hauptbau von etwa 12,50 × 9,30 m handelt sich um eine Viersäulenkirche mit eingeschriebenem Kreuz. Sie wurde in Cloisonné-Mauerwerk, bei dem die Steine durch dünne rote Ziegel an allen Seiten voneinander getrennt sind, errichtet. Außerdem gibt es ein umlaufendes Zahnschnitt-Sims.
Die achtseitige Kuppel besteht aus acht Bögen, die von acht Marmorsäulen mit Kapitellen getragen werden. Im Osten verfügt sie über drei dreiseitige Apsiden. Die Fenster sind von einfachen oder doppelten Bögen aus Ziegel überspannt. Die zweiteiligen Fenster in den Giebeln der Langseiten an den äußeren Apsiden und das dreiteilige Fenster der mittleren Apsis haben als Mittelpfosten Marmorsäulen mit Kapitellen, die mit herzförmigem Blattwerk verziert sind.
Im Nordosten sieht man noch Reste des ursprünglichen Mauerwerks in Cloisonné-Mauerwerk der nördlichen Kapelle. Beim späteren Wiederaufbau wurde weniger Sorgfalt bewiesen und große Blöcke und zum Teil unbearbeitete Steine verwendet. Sie hat ebenfalls eine achtseitige Kuppel bei der die Bögen von acht Marmorsäulen mit Kapitellen getragen werden. Wahrscheinlich um dem Gewicht der Kuppel standzuhalten, wurde die Mauerstärke vom Altarraum bis zum Exonarthex etwa verdoppelt. An der Nordseite hat die Kapelle zwei große Fenster und zwei Türen, eine die in den Altarraum und eine zum Exonarthex führt.
Der Exonarthex im Westen hat ein vierjochiges Dach. Die Front wurde symmetrisch aufgeteilt, weshalb die vier Jochs nicht symmetrisch zu den Kirchenschiffen stehen. Auch hier wurde die Cloisonné-Technik verwendet. Außerdem findet man Pseudokufische Verzierungen. Das Dach des Propylon im Süden wird von zwei unkannelierte Säulen mit Kapitellen getragen. Das Mosaik über der Tür zeigt die Muttergottes mit dem Jesuskind und stammt aus der Neuzeit.

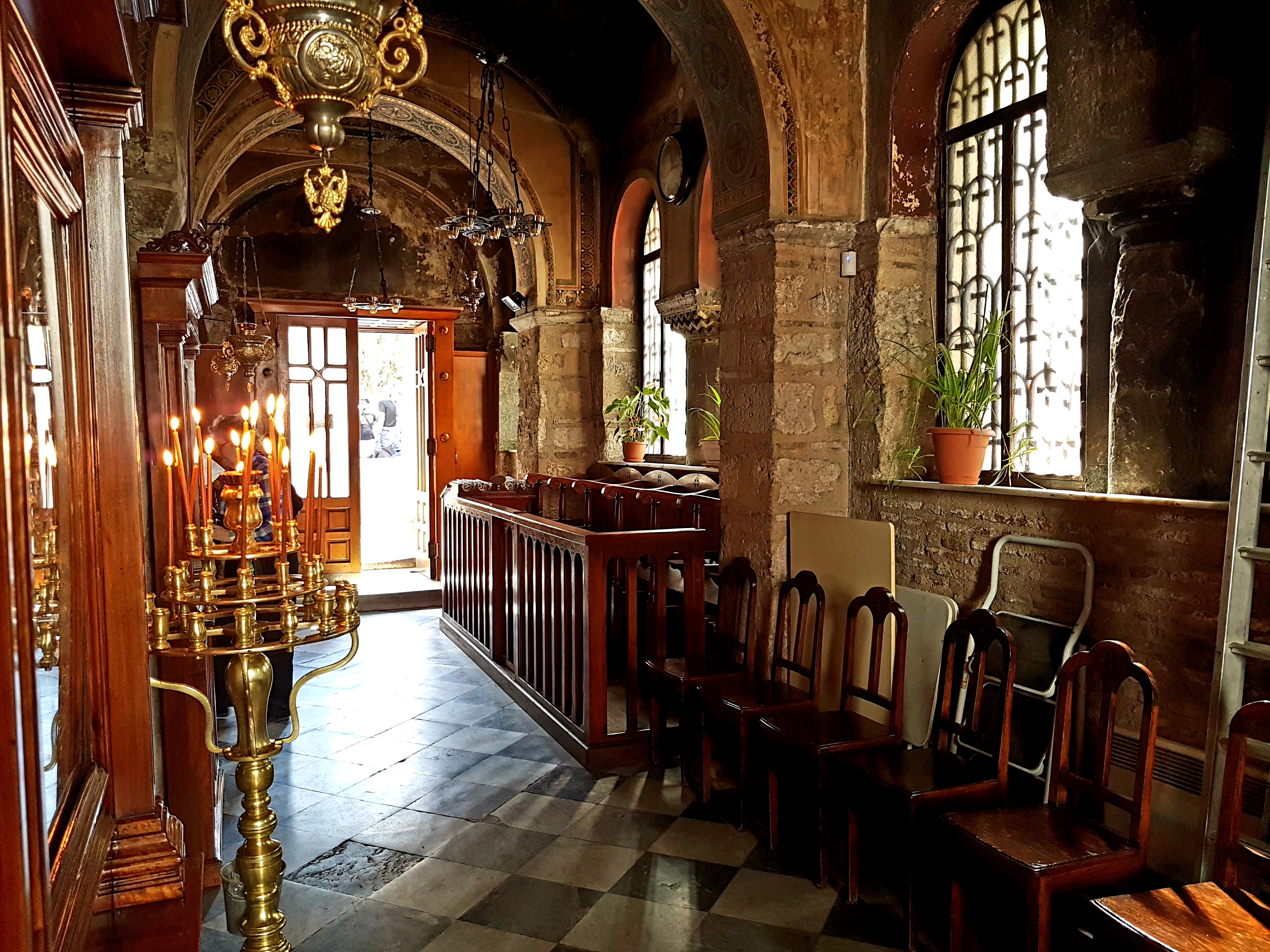
Exonarthex

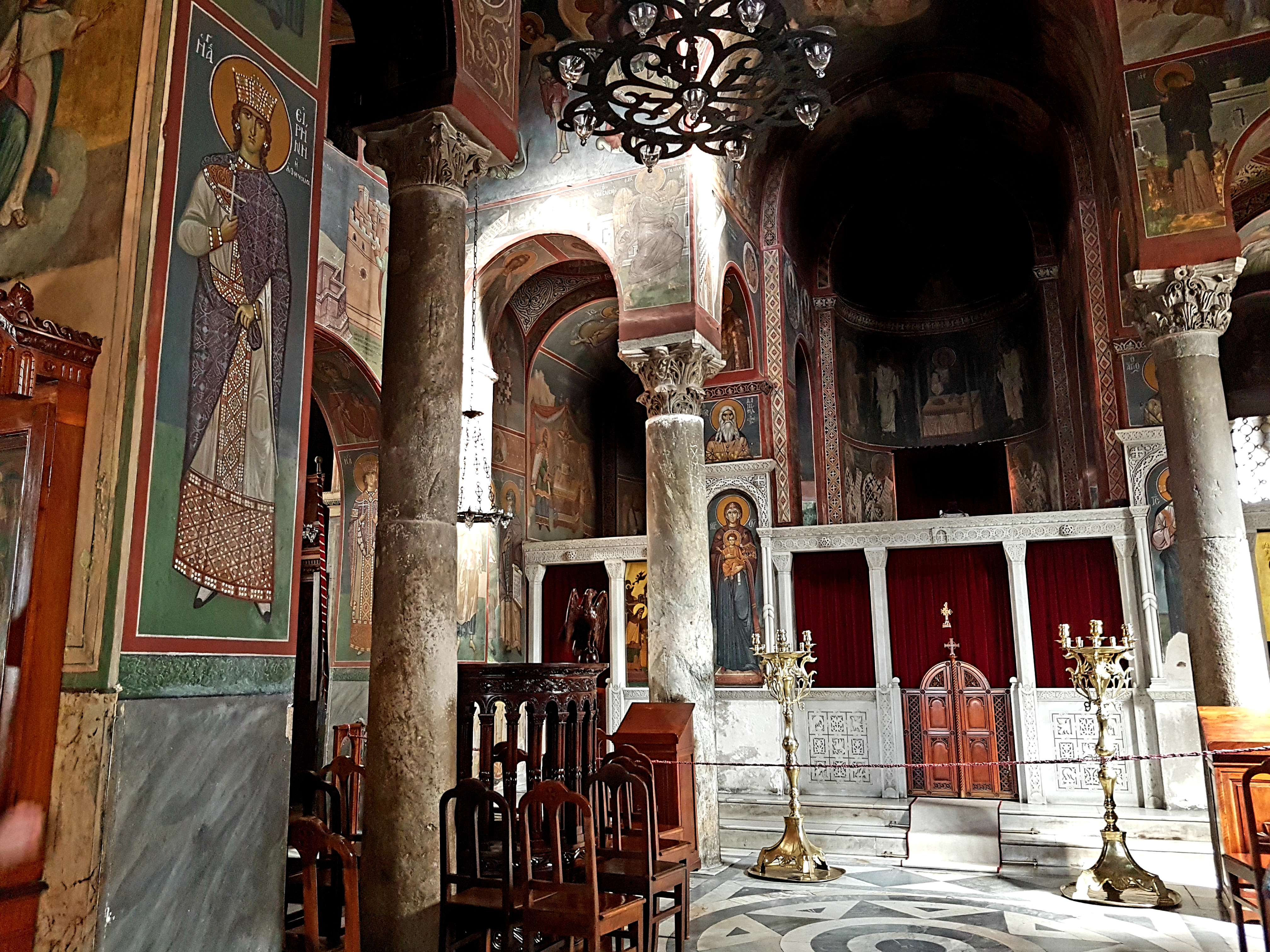
Das Innere der Kreuzkuppelkirche

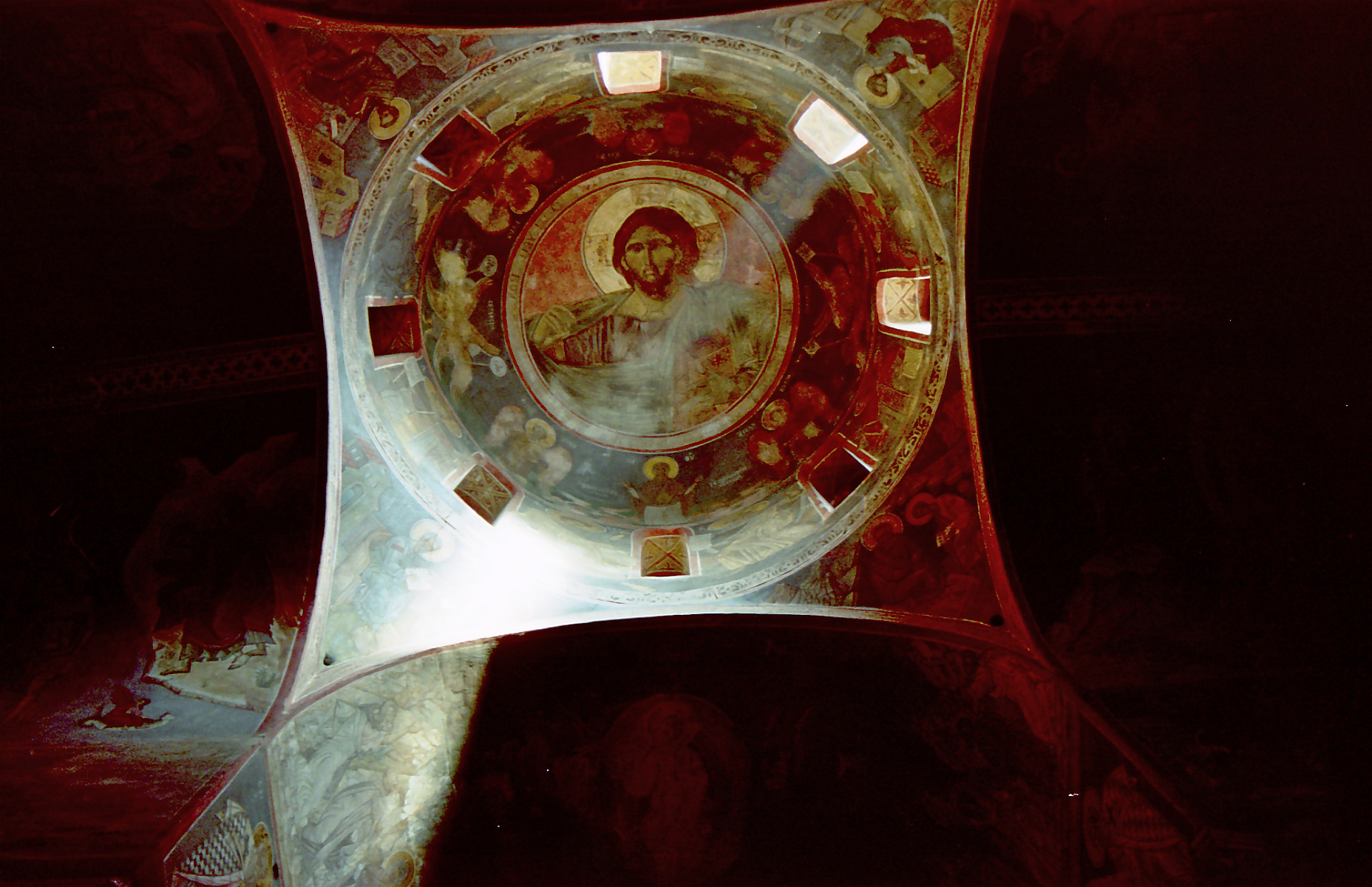
Christus Pantokrator

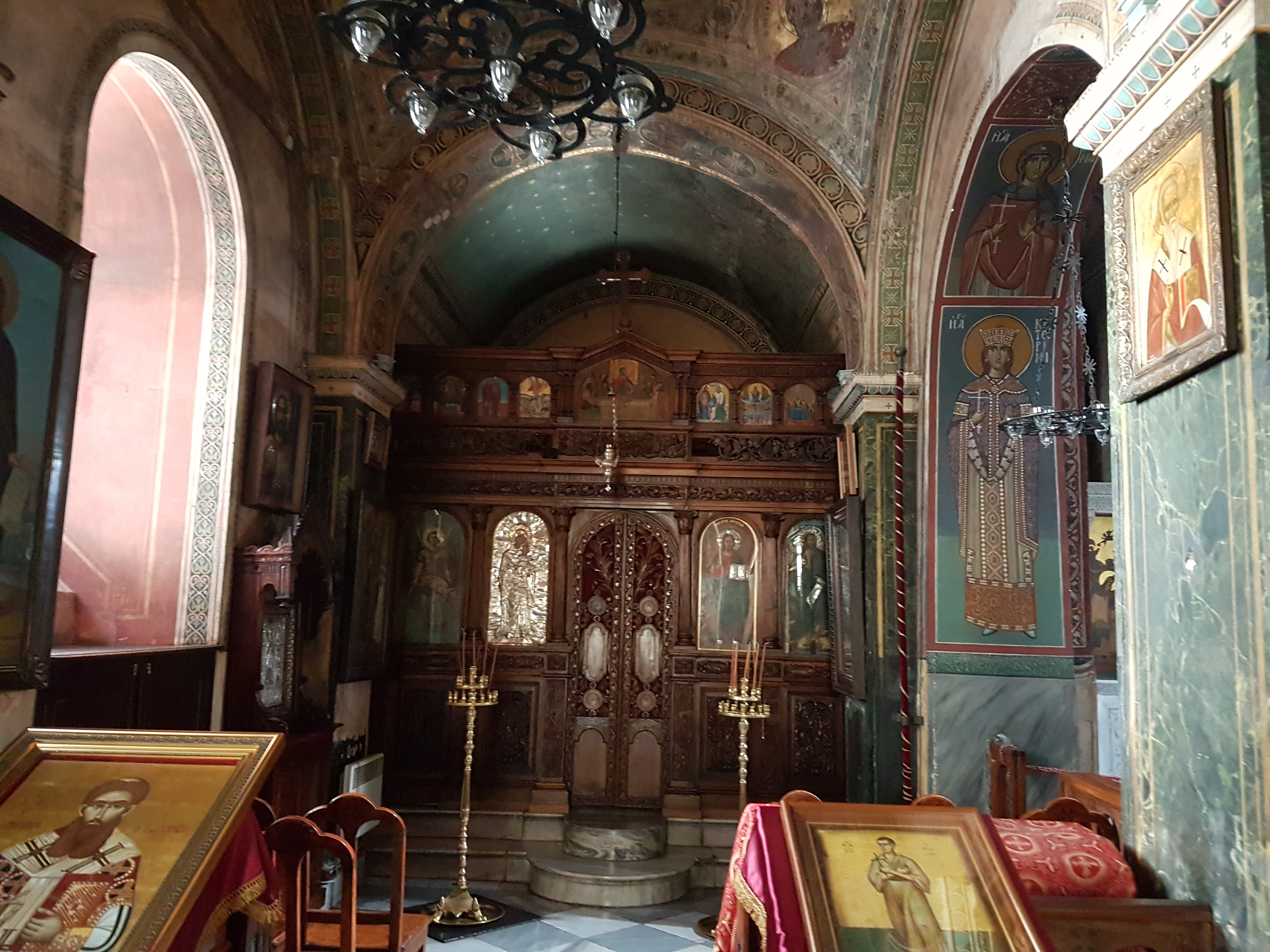
Das Innere der Kirche der heiligen Barbara

### Inneres
Durch das Propylon betritt man den Exonarthex. Das südliche und die beiden nördlichen Joche haben jeweils ein Tonnengewölbe, während das Dach des Jochs, dass mit dem Mittelschiff der Kreuzkuppelkirche zusammenfällt, von einem Kreuzgewölbe getragen wird.
Die Kuppel der Kreuzkuppelkirche wird von vier unkannelierten Säulen, eine mit korinthisierendem und drei mit korinthischen Kapitellen, getragen. Hierfür wurden christliche Kapitelle aus dem 5. Jahrhundert wiederverwendet. In der Kuppel ist wie in allen orthodoxen Kirchen Christus Pantokrator abgebildet. Die marmorne Chorschranke ersetzte 1961/2 die hölzerne aus dem Jahre 1937/8. Sie soll die ursprüngliche mittelbyzantinischen Schranke imitieren von der ein Einzelfeld gefunden wurde.
Die Kapelle der heiligen Barbara ist mit der Kreuzkuppelkirche verbunden und man kann sie von dort direkt betreten. Eine aus Holz geschnitzte Ikonostase trennt den Naos vom Chorraum.